# ベーカーシティ (オレゴン州)
ベーカーシティ（英: Baker City）は、アメリカ合衆国オレゴン州ベーカー郡に属する市であり、同郡の郡庁所在地である。市名はベーカー郡に由来する。2000年国勢調査で明らかになった人口は9,860人であり、2008年における推定人口は10,140人。

## 歴史

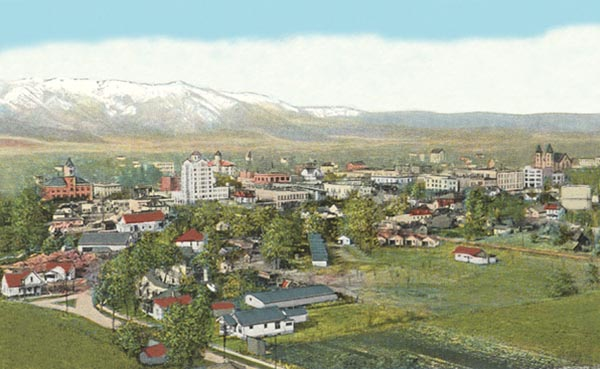
1918年頃の遠景

1865年に街区地図が作成されたベーカーシティは、当初ゆっくりと成長を始めた。1866年3月27日には郵便局が設立したが、ベーカーシティの市制施行は1874年まで待たねばならない。ベーカーシティとベーカー郡の名は、在任中に武力衝突で命を落とした唯一の上院議員であるエドワード・ディッキンソン・ベーカーの名に因む。
オレゴン・ショート・ライン鉄道がベーカーシティに届いたのは1884年、これに後押しされて市は成長を遂げ、1900年までにはソルトレイクシティとポートランドの中間では最大の都市となり、広い地域における交易の中心地となった。1911年、市は「シティ」をその名称から取り除くが、1980年代末になると歴史を重視し、観光産業に刺激を与えるために当初の市名を復活させた。
ベーカーシティ・ローマカトリック司教管区が1903年6月19日に設立、それに続いて聖フランシスコ・サレジオ聖堂がベーカーシティに竣工した。1918年、日食がアメリカ国内で発生し、アメリカ海軍天文台が観測基地を市内に設置したことで、全国的な関心を呼んだ。

## 地理
アメリカ合衆国国勢調査局の調べに拠れば、市の総面積は17.9km²（6.9mi²）であり、その全域が陸地である。
ベーカーシティは東側にワローワ山脈、西にエルクホーン山脈とブルー山脈を望む渓谷内にある。市の中心街をパワー川が流れており、下流ではスネーク川に注ぎこむ。

## 人口統計

### 2000年国勢調査データ

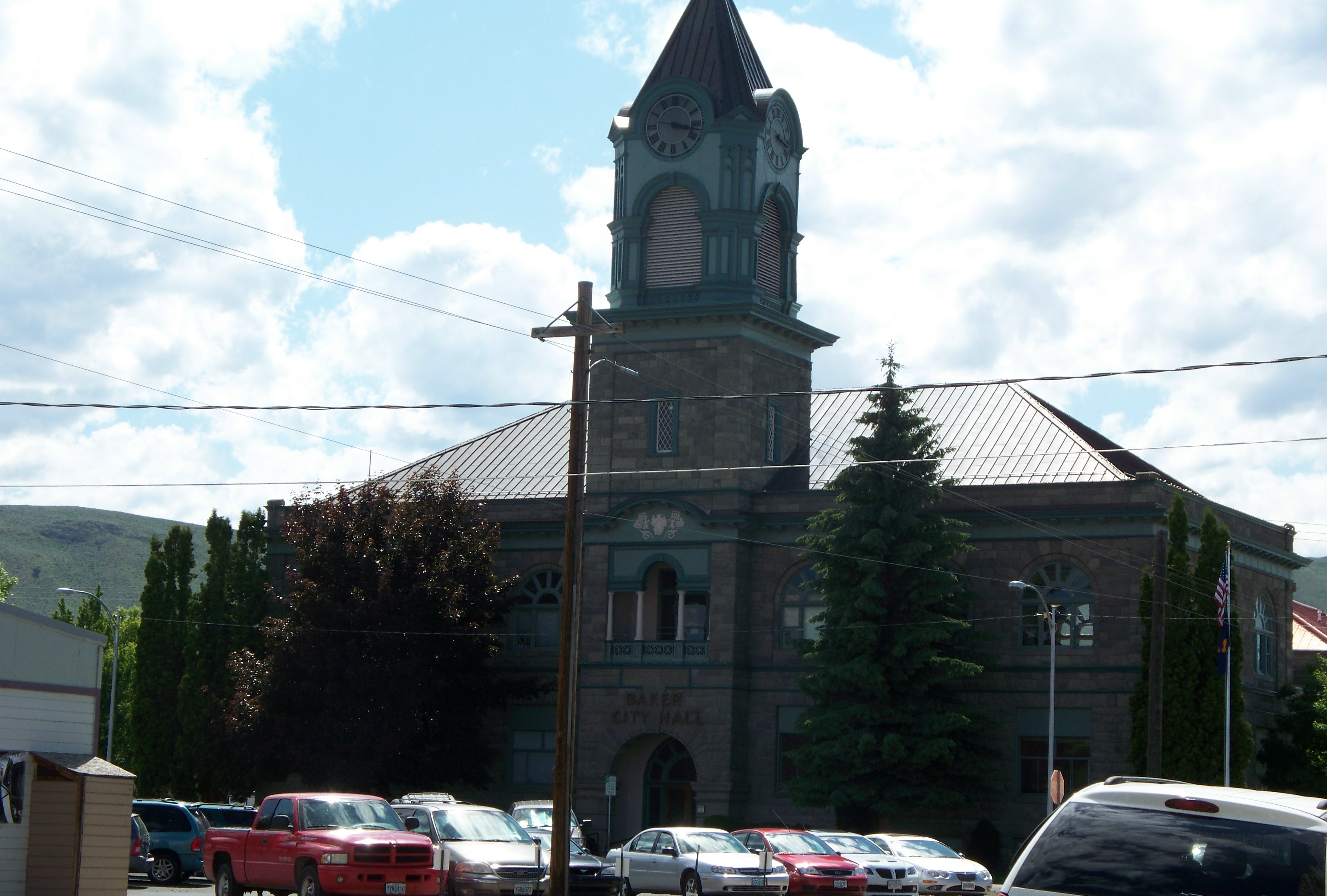
ベーカーシティ市庁舎

2000年の国勢調査では、市の人口は9,860人で、4,010世帯、2,602家族が暮らしていた。人口密度は1,427.5/mi2（550.9/km2）だった。642.1/sq mi（247.8/km²）の平均密度に4,435軒の住宅が建っている。人種構成は、白人95.14%、アジア系0.56%、アフリカン・アメリカン0.30%、先住民1.10%、太平洋諸島系0.06%、その他の人種1.04%、および混血1.80%である。人口の2.54%はヒスパニックまたはラテン系だった。
4,010世帯のうち、28.5%が18歳未満の子供と一緒に生活しており、51.2%は夫婦で生活している。10.6%は未婚の女性または寡婦が世帯主であり、35.1%は結婚していない。30.5%は1人以上の独身の居住者が住んでおり、15.0%は65歳以上で独身である。1世帯の平均人数は2.35人であり、結婚している家庭の場合は、2.92人である。
市の住民は24.5%が18歳未満の未成年、18歳以上24歳以下が6.7%、25歳以上44歳以下が25.4%、45歳以上64歳以下が23.6%、および65歳以上が19.8%にわたっている。中央値年齢は41歳である。女性100人ごとに対して男性は93.1人である。18歳以上の女性100人ごとに対して男性は90.1人である。
この都市の世帯ごとの平均的な収入は29,020米ドルであり、家族ごとの平均的な収入は34,790米ドルである。男性は26,638米ドルに対して女性は20,313米ドルの平均的な収入がある。この地域の一人当たりの収入 (per capita income) は14,179米ドルである。人口の16.5%および家族の10.7%の収入は貧困線以下である。全人口のうち18歳未満の19.1%および65歳以上の14.9%は貧困線以下の生活を送っている。

## 文化

### 文化行事
ベーカーシティでは多くの恒例行事が行われる。マイナーズ・ジュビリーは7月の第3週末に行われ、地域の炭鉱史と、市内で撮影されたリー・マービンとクリント・イーストウッドの映画「パイント・ユア・ワゴン」を讃える。マイナーズ・ジュビリーは元々、1934年にベーカー・マイニング・ジュビリーとして始まったが、1941年に第二次世界大戦と炭鉱業衰退の影響を受けて中止。1975年にリチャード・ヘインズとマージ・ヘインズの手によって復活した。彼らは2年の歳月を費やしてこの祭典を企画し、ベーカー郡商工会に申請した。

### 名所

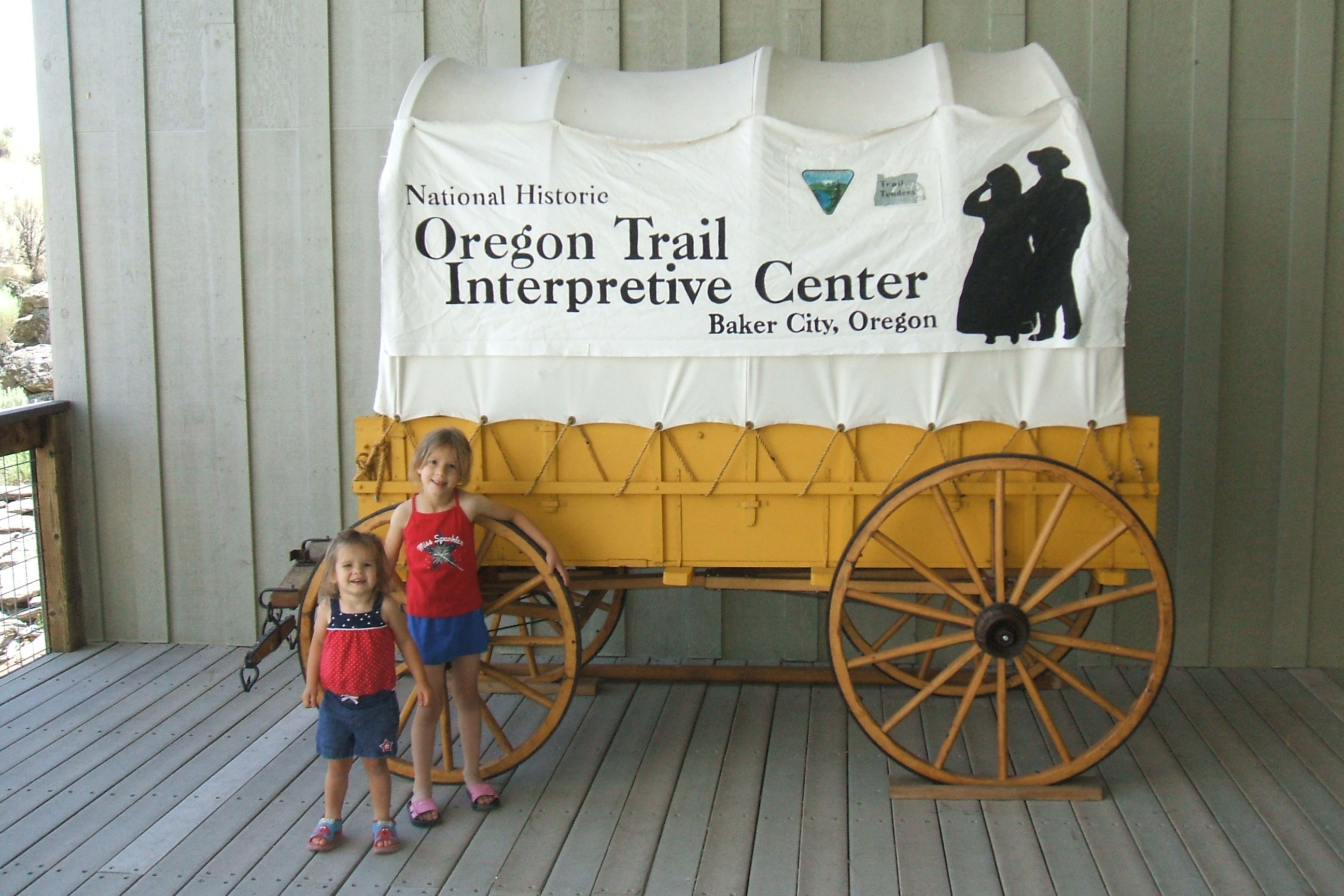
国立歴史オレゴントレイル案内センター

- アンソニー・レイクス：スキー場。ベーカーシティから56km（35mi）ほど離れた場所にある。
- アントラーズ・ガード・ステーション：ワローワ・ホイットマン国有林の中にある木造の小屋。国家歴史登録財。
- ベーカー歴史地区[14]
- ベーカーシティ・タワー：東オレゴンで最も高い建築物[15]。
- バーレイ・ブラウンのブリュー・パブ：ビール醸造所。2010年の全米ビール祭で3つのビールが金賞と銀賞を受賞した[16]。
- クロスローズ美術センター：旧カーネギー図書館。
- 中心街のUS銀行：2.28kgの「アームストロング金塊」を展示している。
- エルトリム・ヒストリック・シアター：1940年6月27日に開館[17]。
- ガイザー・グランド・ホテル[18]：1889年創業。国家歴史登録財。
- 国立歴史オレゴントレイル案内センター[19]：1992年開館。観光客が多く訪れる。
- オレゴントレイル地域博物館[20]

## スポーツとレクリエーション
エルクホーン・クラシックと呼ばれる自転車レースが、ベーカーシティを拠点としている。ベーカーシティはオレゴン州学校運動協会のクラス1Aに属する女子・男子バスケットボールトーナメントをベーカー高等学校で毎年開催している。また、イースト・ウェスト・シュライン高等学校でフットボール大会を7月下旬に開催している。ヘルズ・キャニオン・モーターサイクル・ラリーもベーカーシティで6月に行われる。
ワローワ＝ホイットマン国有林がベーカーシティの西と北東にあることから、市には同国有林の管理所がある。

## 交通
州間高速道路84号西線がベーカーシティの東端に沿って走っている。また、国道30号線が中心街を貫いている。オレゴン州道7号線はベーカーシティからサンプター方面に敷かれ、さらに遠方まで続いている。オレゴン州道86号線はベーカーシティから北に走り、国立歴史オレゴントレイル案内センターを過ぎると東に折れ、リッチランドやハーフウェイ方面に向かう。
最寄りの空港は、ベーカーシティ市営空港である。
ベーカーシティには、ユニオン・パシフィック鉄道（元々はオレゴン鉄道運航会社）のハンチントン線が通っている。1977年から1997年にかけてベーカーシティはアムトラックのパイオニア・ルート（現在は廃線、シカゴ、ソルトレイクシティ、ボイシ、ポートランド、シアトルを結んでいた）の駅があった。

## メディア

### 新聞
「ベーカーシティ・ヘラルド」、「ザ・レコード＝クーリエ」がある。

### ラジオ
- KBKR AM 1490
- KKBC FM 95.3
- KWRL FM 99.9
- KCMB FM 104.7
- KNAL FM 90.7[23]

## 姉妹都市
ベーカーシティの姉妹都市は以下の通り。
- ゼーヤ（ロシア連邦アムール州）